# Подшивалов, Фёдор Иванович
Фёдор Иванович Подшива́лов (8 июня 1794, по другим данным 1799, имение князей Лобановых-Ростовских в Сычёвском уезде Смоленской губернии — не ранее 1840, Сибирь) — русский крепостной философ первой половины XIX века.
Фёдор Подшивалов был крепостным князя Лобанова-Ростовского. Работал на фабрике, затем стал высококлассным поваром-кондитером. Был в услужении у многих представителей знати (князь Гагарин, князь Потёмкин, граф Панин и др.). Как повар посетил Францию и Швейцарию, русско-турецкий фронт (1828—1829 годы). Много читал, хотя это и считалось серьёзным проступком, за которым следовали побои. В оригинале читал по-французски, сам научился работать с источниками. Написав основной труд своей жизни «Новый свет и законы его» (1830) и не найдя издателя, он трижды посылал его в Третье отделение канцелярии императора Николая I. Александр Бенкендорф, посоветовавшись с императором, отправил Подшивалова за составление «воззвания к народу» в заключение в Соловецкий монастырь, где тот провёл 9 лет.
Трактат Подшивалова «Небо новое» носил коммунистический характер, развивал идею всеобщего равенства. Крепостное право рассматривалось как абсолютное зло. В трактате также была описана картина народной революции, после которой будет создано новое общество.
После соловецкого заключения Фёдор Подшивалов был отправлен на поселение в Сибирь. Дальнейшая судьба его неизвестна.